# Oanh đuôi nhọn ngực hung
Oanh đuôi nhọn ngực hung, tên khoa học Tarsiger hyperythrus, là một loài chim trong họ Muscicapidae. Chúng được tìm thấy ở Ấn Độ, Bangladesh, Bhutan, Myanmar, Nepal và Trung Quốc.